# Promurricia depressa
Genre
Espèce
Promurricia depressa, unique représentant du genre Promurricia, est une  espèce d'araignées aranéomorphes de la famille des Hersiliidae.

## Distribution
Cette espèce est endémique du Sri Lanka.

## Description
La femelle holotype mesure 4,05 mm

## Publication originale
- Baehr & Baehr, 1993 : The Hersiliidae of the Oriental Region including New Guinea. Taxonomy, phylogeny, zoogeography (Arachnida, Araneae). Spixiana Supplement, vol. 19, p. 1-96 (texte intégral).